# آپوتری
آپوتری (به انگلیسی: Upottery) یک روستا و محله مدنی در بریتانیا است که در East Devon واقع شده‌است. آپوتری ۷۰۱ نفر جمعیت دارد.